# ヴャトコ
ヴャトコ（ロシア語: Вятко）は『原初年代記』に言及される、伝説的な人物の名である。
『原初年代記』によれば、ヴャトコはヴャチチ族（オカ川上・中流域に居住した、東スラヴの歴史的部族）の祖であり、ヴャチチ族の名はヴャトコにちなむと記されている。また、ヴャトコは兄弟のラヂムと同じくリャフ人(ru)の出身であり、オカ川沿いに定住地を構えたと記されている。
なお、ヴャトカ川や、キーロフの旧称であるヴャトカの由来をヴャトコと関連つける説があるが、これはヴャチチ族の居住区からは大きく離れており、多くの研究者はこの説を否定している。